# Chinesischer Hase
Der Chinesische Hase (Lepus sinensis) ist eine Säugetierart aus der Gattung der Echten Hasen innerhalb der Hasenartigen. Sein Verbreitungsgebiet erstreckt sich über Teile des Südens Chinas einschließlich der Insel Taiwan sowie das nördliche Vietnam.

## Merkmale
Der Chinesische Hase ist klein mit einer Kopf-Rumpf-Länge von 35 bis 45 Zentimetern, einer Schwanzlänge von 4,0 bis 5,7 Zentimetern und einem Gewicht von 1025 bis 1940 Gramm. Die Hinterfüße haben eine Länge von 81 bis 111 Millimeter, die Ohren sind klein und messen 60 bis 82 Millimeter. Das Fell ist kurz und rau, die Fellfärbung besteht aus zahlreichen Brauntönen kastanienbraun bis rotbraun und ist sehr variabel. Die Rückenseite, der Kopf und der Schwanz sind sandbraun, dunkelbraun oder graubraun, häufig mit kastanien- und rotbraunen Anteilen. Die Unterseite ist heller, kontrastiert jedoch nicht sehr stark mit der Rückenfärbung. An den Spitzen der Ohren befindet sich eine schwarze, dreieckige Zeichnung und die Augen besitzen eine dunkle Umrandung. Das Winterfell ist gelblich und ist mit schwarzspitzigen Haaren durchsetzt.
Der Schädel weist lange, gebogene Nasenbeine auf. Der Processus supraorbitalis, ein Fortsatz des Stirnbeins oberhalb der Augen, ist nur klein ausgebildet. Die Paukenblase ist klein. Das Genom besteht aus zwei Chromosomensätzen mit je 24 Chromosomen (2n = 48 Chromosomen).

## Verbreitung und Lebensraum

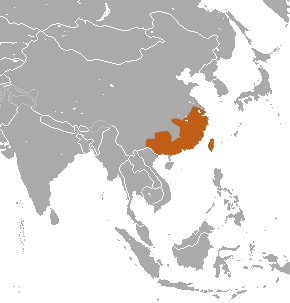
Verbreitungsgebiet des Chinesischen Hasen

Das Verbreitungsgebiet des Chinesischen Hasen erstreckt sich über Teile des Südens Chinas südlich des Jangtsekiang sowie das nördliche Vietnam. Er lebt zudem auf der vorgelagerten Insel Taiwan. Für einzelne Populationen westlich des bekannten Verbreitungsgebietes konnte bislang nicht geklärt werden, ob es sich um Vorkommen des Chinesischen oder des Burmesischen Hasen (Lepus peguensis) handelt.
Als Lebensraum werden offene und strauchige Grasflächen im Hügelland bevorzugt. Die Verbreitung reicht in Bambuswäldern bis in Höhen von 4.000 bis 5.000 Metern.

## Lebensweise
Der Chinesische Hase ist nachtaktiv, kann jedoch gelegentlich auch tagsüber beobachtet werden. Er ernährt sich vor allem von Blättern, grünen Sprossen und Zweigen. Er gräbt keine eigenen Bauten, nutzt jedoch die Bauten anderer Tierarten. Diese Bauten besitzen einen flachen Eingang und der Hase platziert seine Kotpillen vor dem Eingang.
Die Paarungszeit reicht von April bis August. In dieser Zeit bringen die Weibchen in ihren Bauten Würfe mit durchschnittlich drei Jungtieren zur Welt.

## Systematik
Der Chinesische Hase wird als eigenständige Art den Echten Hasen (Gattung Lepus) zugeordnet. Dabei wurde ursprünglich auch der auf der koreanischen Halbinsel endemische und heute als eigenständige Art betrachtete Korea-Hase (Lepus coreanus) als Unterart des Chinesischen Hasen betrachtet. Heute werden drei Unterarten unterschieden, die Nominatform L. s. sinensis, L. s. yuenshanensis und L. s. formosus auf Taiwan.

## Gefährdung und Schutz
Daten über die Bestandsgröße des Hasen liegen nicht vor. Für Vietnam werden nur kleine Populationen angenommen und die letzten bestätigten Daten stammen aus den 1990er Jahren. Hier lebt er in sehr dicht besiedelten Gebieten mit einem hohen Jagddruck. In China kommt der Hase in zahlreichen Naturschutzgebieten vor und wird als nicht gefährdet betrachtet.
Die Art wird von der International Union for Conservation of Nature and Natural Resources (IUCN) aufgrund der Bestandsgröße und dem großen Verbreitungsgebiet als nicht gefährdet (Least concern) eingestuft.

## Belege
1. 1 2 3 4 5 6  Chinese Hare. In: Andrew T. Smith, Yan Xie: A Guide to the Mammals of China. Princeton University Press, 2008; S. 290. ISBN 978-0-691-09984-2.
2. 1 2 3  Joseph A. Chapman, John E. C. Flux (Hrsg.): Rabbits, Hares and Pikas. Status Survey and Conservation Action Plan. (Memento des Originals vom 14. Januar 2009 im Internet Archive)  Info: Der Archivlink wurde automatisch eingesetzt und noch nicht geprüft. Bitte prüfe Original- und Archivlink gemäß Anleitung und entferne dann diesen Hinweis. (PDF; 11,3 MB) International Union for Conservation of Nature and Natural Resources (IUCN), Gland 1990; S. 85–86. ISBN 2-8317-0019-1.
3. 1 2 3 4 5 6  Lepus sinensis in der Roten Liste gefährdeter Arten der IUCN 2011. Eingestellt von: Andrew T. Smith, C. H. Johnston, 2008. Abgerufen am 28. Januar 2012.